# Gundelsbach (Weinstadt)

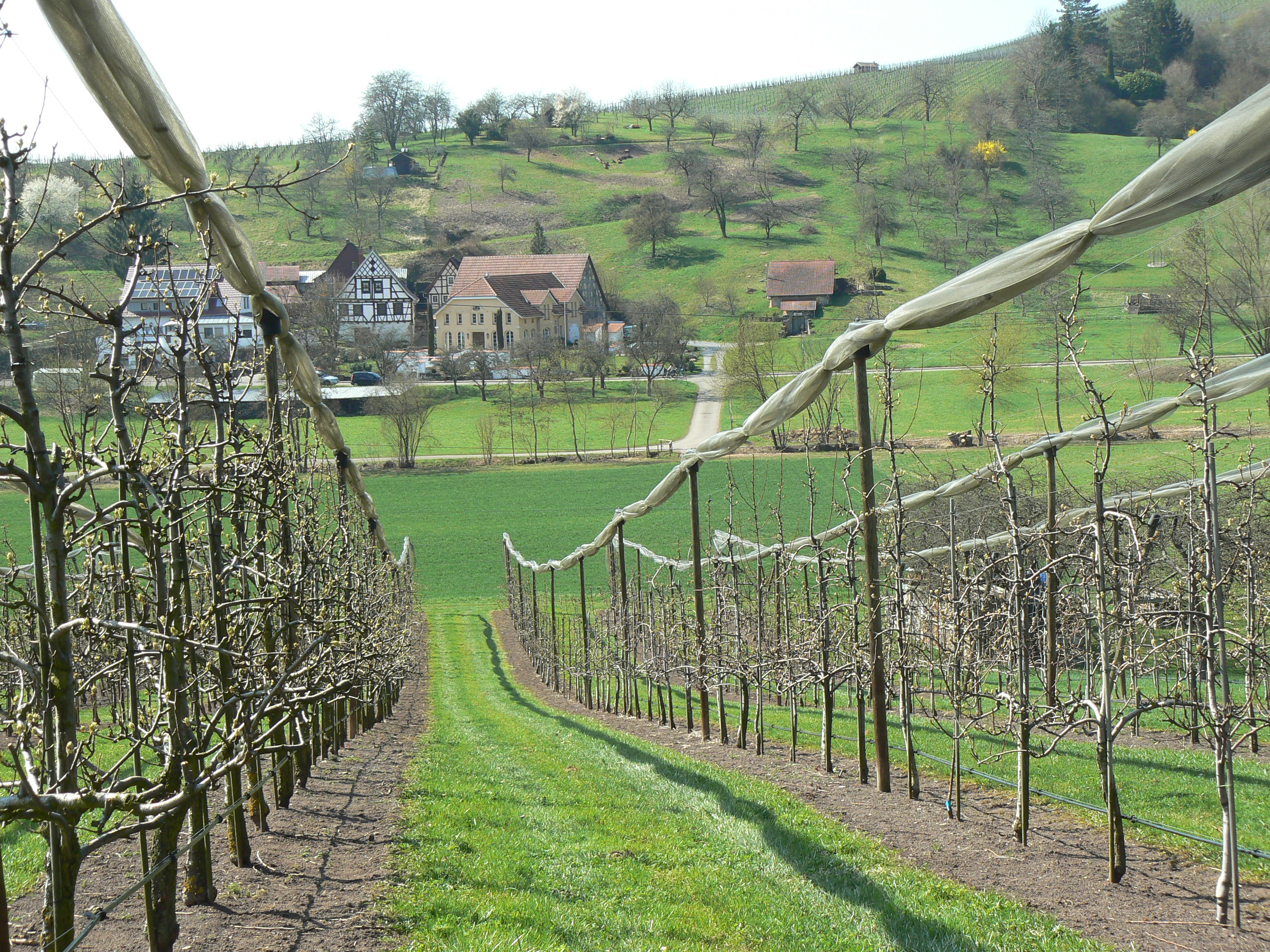
Landschaftsschutzgebiet Unteres Gundelsbacher Tal

Gundelsbach ist ein kleiner Weiler, der zur Stadt Weinstadt im Remstal im Einzugsbereich von Stuttgart gehört. Er ist ein Wohnplatz der Stadt, kein eigener Stadtteil, ähnlich wie Baach.

## Geographie

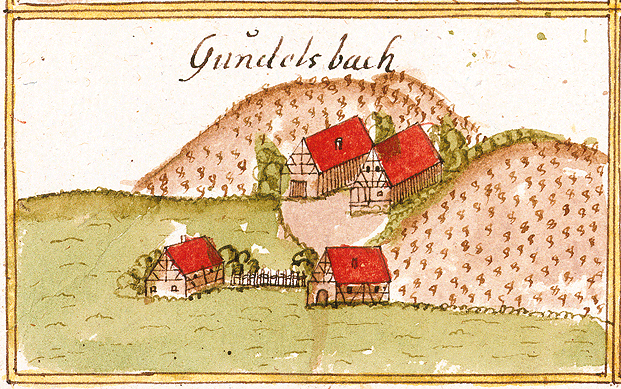
Gundelsbach 1686 im Kieserschen Forstlagerbuch

Gundelsbach hat 100 Einwohner und liegt in der Nordostspitze des Stadtgebiets. Durch ihn zieht in breiter Mulde der Gundelsbach, der noch jenseits der nördlichen Stadtgrenze auf der bewaldeten Buocher Höhe entspringt und insgesamt knapp vier Kilometer nach Südsüdosten zur Rems zwischen Remshalden-Grunbach und Weinstadt-Großheppach fließt.
Der Ort ist umgeben von Weinbergen und Streuobstwiesen, an den Steillagen wächst Buchenmischwald. Seine Häuser ziehen sich anfangs längs der Erschließungsstraße talabwärts, diese gabelt sich im Süden des Weilers in zwei Trassen, die ihn am Talausgang dann mit Großheppach im Südwesten und Grunbach im Südosten verbinden, deren Ortsmitten in Luftlinie beide weniger als 2 km entfernt sind. Der Fahrweg nach Grunbach ist jedoch nicht für den öffentlichen Verkehr zugelassen. Nach Norden setzt sich die Dorfstraße als Waldweg fort. Den Hang zum Gewann Eichenwald im Osten in Richtung Buoch erklimmt umwegig und in Serpentinen eine Weinbergsteige; nach Westen über den Ziegenberg führt aus dem Dorf selbst keine Trasse.
Es gibt zwei Restaurants, die hauptsächlich von Wanderern und Tagestouristen aufgesucht werden. Zwei Weingüter befinden sich auch im Ort. Jährlich findet in Gundelsbach eine Maibaumaufstellung statt, diese wird durch ein größeres Fest begleitet und vom Verein Gundelsbach e. V. veranstaltet.

## Geschichte
Einem Einsiedler im Wald Gundelsbach übergaben Schultheiß und Gemeinde zu Waiblingen im Jahre 1355 eine Stelle zum Bau einer Hütte für St. Pauls Eremiten. Daraus entstand ein kleines Klösterlein, welchem 1461 Graf Ulrich von Württemberg die Kaplanei in Kleinheppach übergab. Im Bauernkrieg 1525 wurde es zerstört und nach Einführung der Reformation in Württemberg aufgehoben. Seine Einkünfte wurden 1559 der Stadt Waiblingen überlassen. Anfang des 19. Jahrhunderts wurden letzte bauliche Reste des kleinen Klosters abgebrochen. Rund um das Kloster entstand ab ca. 1470 ein kleiner Weiler, der von jeher in weltlicher und kirchlicher Hinsicht zur Gemeinde Großheppach gehörte.